# Digital Humanities im deutschsprachigen Raum
Digital Humanities im deutschsprachigen Raum, abgekürzt DHD (Eigenschreibweise DHd), ist ein Verband zur formellen Interessenvertretung für Wissenschaftler, die sich im deutschsprachigen Raum in Forschung und Lehre im Arbeitsbereich der Digital Humanities engagieren.
Der Verband wurde 2013 gegründet und zählte im Juli 2022 440 Mitglieder.

## Gründung
Die Gründung eines Verbands wurde im Rahmen wurde 2012 im Rahmen der "DHD Unconference" an der Universität Hamburg beschlossen. Diese Unconference (eine formlosere Art von Konferenz) fand im Vorfeld der vom internationalen Dachverband ADHO (Alliance of Digital Humanities Organizations) Konferenz „DH 2012“ statt.

## Jahreskonferenz
Der DHd-Verband veranstaltet seit 2014 jährlich eine wissenschaftliche Tagung an jeweils unterschiedlichen Orten im deutschsprachigen Raum.
| Name    | Motto | Ort                                                                                       | Datum                         | Referenz     |
| ------- | --- | ----------------------------------------------------------------------------------------- | ----------------------------- | ------------ |
| DHd2014 | „Digital Humanities – methodischer Brückenschlag oder ‚feindliche Übernahme‘? Chancen und Risiken der Begegnung zwischen Geisteswissenschaften und Informatik“ | Universität Passau                                                                        | 25.03. – 28.03.2014           | [ 2 ]        |
| DHd2015 | „Von Daten zu Erkenntnissen“ | Universität Graz                                                                          | 23.02. – 27.02.2015           | [ 3 ]        |
| DHd2016 | „Modellierung Vernetzung Visualisierung“ | Universität Leipzig                                                                       | 07.03. – 12. März 2016        | [ 4 ]        |
| DHd2017 | „Digitale Nachhaltigkeit“ | Universität Bern                                                                          | 13.02. – 18.02.2017           | [ 5 ]        |
| DHd2018 | „Kritik der digitalen Vernunft“ | Universität zu Köln                                                                       | 26.02. – 2.03.2018            | [ 6 ]        |
| DHd2019 | „multimedial & multimodal“ | Goethe-Universität Frankfurt am Main, Akademie der Wissenschaften und der Literatur Mainz | 25.03. – 29.03.2019           | [ 7 ]        |
| DHd2020 | „Spielräume“ | Universität Paderborn                                                                     | 02.03. – 06.03.2020           | [ 8 ]        |
| DHd2021 | „Experimente“ | (virtuell)                                                                                | 15.03. – 19.03.2021 (geplant) | [ 9 ] [ 10 ] |
| DHd2022 | „Kulturen des digitalen Gedächtnisses“ | (virtuell), Universität Potsdam                                                           | 07.03. – 11.03.2022           | [ 11 ]       |
| DHd2023 | „Open Humanities Open Culture“ | Universität Trier, Universität Luxemburg                                                  | 13.03. – 17.03.2023           | [ 12 ]       |
| DHd2024 | „Digital Humanities – Quo Vadis?“ | Universität Passau                                                                        | 26.02. – 01.03.2024           | [ 13 ]       |
| DHd2025 | „Under Construction. Digitale Geisteswissenschaften im Auf- und Umbau“                                                                                         | Universität Bielefeld                                                                     | 03.03.–07.03.2025             | [ 14 ]       |
| DHd2026 | „Not Only Text, Not Only Data“ | Universität Wien                                                                          | 23.02.–27.02.2026             |              |
| DHd2027 | „Mind the gap! – Wissen, Unsicherheit und Verantwortung“ | Universität Marburg                                                                       | 01.03.– 05.03.2027            |              |

## Internationale Beziehungen
DHd ist als Regionalverband assoziiert mit der European Association of Digital Humanities (EADH) und ist somit zugleich im internationalen Dachverband Alliance of Digital Humanities Organizations (ADHO) repräsentiert. Die Mitgliedschaft im DHd schließt automatisch die Vollmitgliedschaft in der EADH ein.